# Onitis multidentatus
Onitis multidentatus là một loài bọ cánh cứng trong họ Bọ hung (Scarabaeidae).